# Сератицин
Сератицин — це антибіотик, який виявили вчені з Університету Суонсі, здатний пригнічувати 12 різних штамів метицилін-резистентного золотистого стафілокока (англ. MRSA), а також E. coli та C. difficile . Дослідження фінансувалося благодійною організацією Action Medical Research за підтримки Rosetrees Trust. Сератицин був виділений як сполука з молекулярною масою менше 500 Да з виділень личинок звичайної зеленої мухи (Lucilia sericata). Він був запатентований у 2010 році і має емпіричну формулу C
10H
16N
6O
9, але його хімічна ідентичність невідома.